# كعكة قشدة المنجة
كعكة قشدة المانجو (Crema de mangga) أو رغيف المنجة (بالإنجليزية: Mango float)‏ عحلوى فلبينية للكعك المثلج مصنوعة من طبقات من بسكويت أصابع الست أو بسكويت غراهام [الإنجليزية] وقشدة مخفوقة وحليب مكثف ومنجة. تُبرَّد لبضع ساعات قبل التقديم ويجوز أيضًا تجميدهها لمنحها قوامًا يشبه المثلجات. إنها ضربٌ حديث من كعكة قشدة الفاكهة الفلبينية التقليدية.
يمكن أيضًا صنع كعكة المنجة من فاكهة أُخَر مختلفة مثل الفراولة والأناناس والموز والكرز وغيرها. ينتج عن توليفات الفواكه المختلفة إصدار أقرب إلى كعكة قشدة الفاكهة الأصلية.